# Rodolphe Meyer de Schauensee
Rodolphe Meyer de Schauensee  (Rome, 4 januari 1901  -  Verenigde Staten, 24 april 1984) was een Amerikaanse ornitholoog.

## Biografie
Rodolphe Meyer de Schauensee was de zoon van de Zwitserse Baron Frederick Meyer de Schauensee en zijn Amerikaanse vrouw Matilda Toland. Op Schloss Schauensee, het familieslot van zijn vader in de buurt Luzern, bracht hij een deel door van zijn jeugd. Hij bezocht scholen in Rome en Florence. In 1913 emigreerde hij met zijn moeder naar de Verenigde Staten. In New York studeerde hij af  aan de Hoosac School. Reeds als een jonge man toonde Meyer de Schauensee belangstelling voor vogels; op het landgoed Wynnewood in Philadelphia had hij een volière met exotische vogels. In de jaren 1920, studeerde hij aan de faculteit Natuurwetenschappen van de Drexel University in Philadelphia, Pennsylvania. Hij werkte daar met de ornitholoog James Bond aan de avifauna van het Neotropisch gebied; zij beschreven vogelsoorten zoals de hoornhokko (Pauxi unicornis) en de tolimaduif (Leptotila conoveri). 
Vanaf 1926 verzamelde Meyer de Schauensee levende dieren en huiden (vooral van slangen, vissen en vogels) in Colombia, Peru,  Guatemala, Bolivia, Brazilië, Kenia, zuidelijk Afrika, China,  Birma, Thailand en Indonesië. Vanaf 1935 financierde hij de expedities naar onder ander het gebied van de Stille Zuidzee.
Hij was getrouwd met  Williamina W. Wentz; het echtpaar kreeg twee dochters.

## Zijn werk/nalatenschap
Dankzij de door hem georganiseerde expedities breidde hij in 50 jaar tijd de collectie van het Museum van de Academie voor Natuurwetenschappen in Philadelphia uit van 80.000 tot meer dan 170.000 specimens.  Meyer de Schauensee schreef vijf boeken, zijn laatste werk "The Birds of China" verscheen twee weken voor zijn dood in 1984. 
Hij beschreef zeven nieuwe vogelsoorten waaronder het witoorpluimbroekje (Eriocnemis mirabilis) en samen met James Bond nog zes soorten. Als eerbetoon zijn onder meer de volgende taxa naar hem vernoemd: twee soorten slangen, Hebius deschauenseei, Eunectes deschauenseei, een karperzalm: Hyphessobrycon schauenseei en de vogel(onder)soorten:  bruine chachalaca (Ortalis vetula deschauenseei), virginiaral (Rallus limicola deschauenseei) en sandiatangare (Tangara meyerdeschauenseei).

## Publicaties

### Boeken
- Rodolphe Meyer de Schauensee, Eleanor D Brown, John Henry Dick & Michel Kleinbaum, 1984. The birds of China Smithsonian Institution Press.
- Rodolphe Meyer de Schauensee & William Henry Phelps, 1978. A guide to the birds of Venezuela. Princeton University Press.
- Rodolphe Meyer de Schauensee, 1964. The birds of Colombia, and adjacent areas of South and Central America  Narberth, Pa : Livingston Pub. Co.
- Rodolphe Meyer de Schauensee, Earl L Poole, John R Quinn & George Miksch Sutton, 1970. A guide to the birds of South America.  Wynnewood, Pa., Published for the Academy of Natural Sciences of Philadelphia by Livingston Pub. Co.
- Rodolphe Meyer de Schauensee & Eugene Eisenmann, 1966. The species of birds of South America and their distribution. Philadelphia Academy of Natural Sciences; dist. by Livingston, Narberth.

- Bibsys: 90210702
- Gemeinsame Normdatei: 130447935
- International Standard Name Identifier: 0000 0001 1691 1501
- Library of Congress Control Number: n83157711
- Nationale Bibliotheek van Tsjechië: jcu2011669667
- Nationale Bibliotheek van Israël: 987007260247905171
- Nederlandse Thesaurus van Auteursnamen: 071016872
- LIBRIS: 328589
- Système universitaire de documentation: 143040456
- Virtual International Authority File: 97764543
- WorldCat: E39PBJjd9mDJwhQTG6QXmcmDbd